# Vasateatern

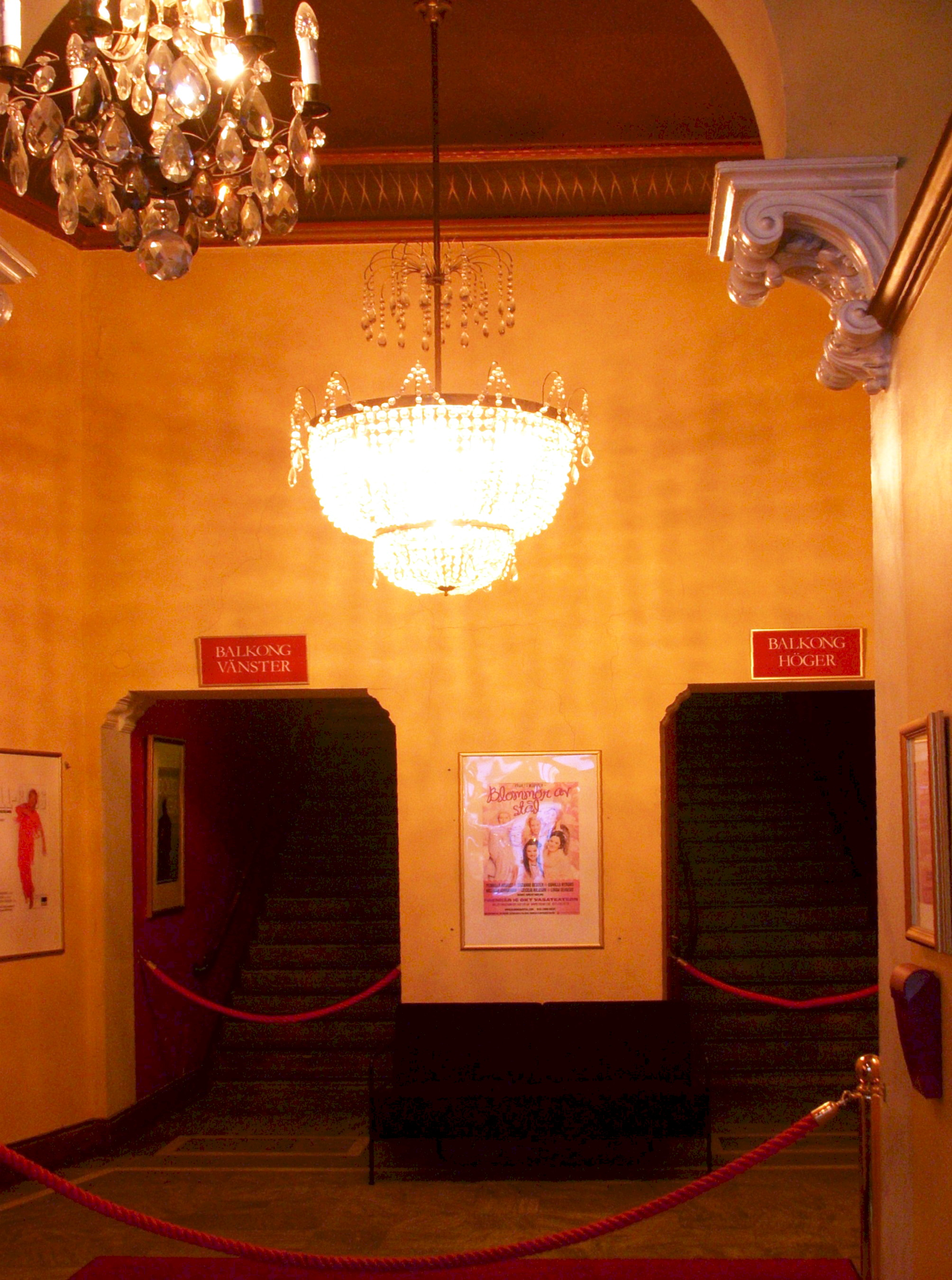
Le foyer du Vasateatern, 2009.

Vasateatern (en français : Le théâtre Vasa) est un théâtre situé à Stockholm en Suède. Il doit son nom à la rue Vasagatan dans laquelle il se trouve, dénomination donnée en l'honneur du roi Gustave Ier Vasa. 

## Historique
Le théâtre a été conçu par Fredrik Ekberg (1837-1898) et inauguré en 1886. Il a été dirigé pendant de nombreuses années par le directeur de théâtre et acteur Albert Ranft (1858-1938) qui, au début du XXe siècle, a mis en scène un grand nombre de comédies françaises et britanniques. Il a eu des contacts personnels avec de nombreux dramaturges européens parmi les plus populaires à l'époque, dont George Bernard Shaw, et a réussi à faire traduire en suédois et mettre en scène un grand nombre de comédies contemporaines en Suède. Des pièces d'Oscar Wilde, de George Bernard Shaw et Somerset Maugham et la comédie-bouffe La Marraine de Charley de Brandon Thomas. Les dramaturges français populaires au théâtre comprenaient Georges Feydeau et Georges Berr. 
L'acteur suédois Krister Henriksson en était le copropriétaire et directeur du théâtre. Le théâtre a également été largement utilisé comme salle de concert dans une série de films par le réalisateur Karl Gerhardt face à l'actrice Lil Dagover de 1920 à 1921.
Le théâtre a fermé en 2009 dans le cadre d'une rénovation complète. Il a été transformé en hôtel sous le nom de Scandic Grand Central Hotel. De grandes parties de l'intérieur du théâtre ont été démontées tandis que l'auditorium a été utilisé comme stockage pendant la construction. Certaines parties des anciens locaux du théâtre ont été occupées par l'hôtellerie. Le café du théâtre a été intégré à l'hôtel et transformé en bistrot. 
Le salon du théâtre a été sauvé, et après une rénovation majeure, les représentations théâtrales ont repris à l'automne 2016. Le salon peut désormais accueillir 320 personnes au niveau de l'orchestre et 150 sur le balcon. 